# Oktiabrski (Bélgorod)
Oktiabrski (ruso: Октя́брьский) es un asentamiento de tipo urbano de Rusia, perteneciente al raión de Bélgorod de la óblast de Bélgorod.
En 2021, el asentamiento tenía una población de 8785 habitantes. En su territorio no hay pedanías.
Se ubica unos 20 km al suroeste de la capital regional Bélgorod, junto a la carretera M2 que lleva a Járkov.

## Historia
Se formó en los siglos XVIII-XIX como una localidad rural habitada por ucranianos, denominada Voskresenovka (Воскресеновка) y ubicada en la gobernación de Kursk. Se desarrolló notablemente como un asentamiento industrial, debido a su ubicación entre las ciudades de Bélgorod y Járkov. En 1935, Anastás Mikoyán visitó la fábrica de azúcar del pueblo y promovió notablemente el desarrollo de la localidad como un centro de producción azucarera, con nuevas infraestructuras como un instituto de educación secundaria, el estatus de capital de su propio raión en 1935 y el de asentamiento de tipo urbano desde 1938; como consecuencia de ello, en esos años se cambió el topónimo de Voskresenovka a Mikoyanovka (Микояновка), hasta que en 1958 adoptó su actual topónimo en referencia a la Revolución de Octubre. En 1963 perdió el estatus de capital distrital, al integrarse en el actual raión de Bélgorod.